# Манолич, Йосип
Йосип Манолич (хорв. Josip Manolić; 22 марта 1920, Калиновац, около Джурджеваца, Королевство Сербов, Хорватов и Словенцев — 15 апреля 2024, Загреб, Хорватия) — хорватский государственный и политический деятель,  председатель правительства Хорватии в 1990—1991 годах. На начало 2024 года являлся рекордсменом-долгожителем среди бывших лидеров государств и единственным из них, кто прожил 104 года.

## Биография
Когда Маноличу было восемь лет, его семья переехала в Орловац (недалеко от Новой Рачи). Он окончил ремесленное училище в Беловаре, где выучился на сапожника. Политикой Манолич начал заниматься с 1937 года. Уже в следующем году стал молодёжным и профсоюзным лидером. Во время Второй мировой войны (1941—1945 гг) становится организационным секретарем Хорватского Краевого комитета Союза коммунистической молодёжи Югославии. В 1942. Манолич тайно покинул Загреб и вступил в ряды партизан-титовцев. Получил известность под кличками «Abesinac» и «Crni Joža» (соответственно: Абиссинец и Чёрный Йожа). Секретной службой OZNА, созданной Народно-освободительной армией Югославии в 1944 году, Манолич назначается главнокомандующим операции по освобождению Беловара и прилегающих районов. В 1946 году Манолич направляется в Загреб начальником отдела исполнения уголовных наказаний в тогдашнем Секретариате внутренних дел. В 1948 году становится руководителем Секретариата внутренних дел СР Хорватии. Между тем, в 1960 году заканчивает юридический факультет Загребского университета и в том же году возглавляет Секретариат внутренних дел (МВД) Югославии.
В 1965 году был избран в парламент социалистической Хорватии, где он занимает должности председателя Организационно-политического комитета, председателя Законодательно-юридической комиссии и члена Конституционной комиссии. В 1969 году во второй раз избирается депутатом парламента СР Хорватии. После Хорватской весны 1970 года неожиданно становится диссидентом и знакомится с Франьо Туджманом. В 1989 руководит Центральным Комитетом Союза коммунистов Хорватии на его XX Съезде, а также участвует в назначении первых многопартийных парламентских выборов в 1990 году.
Манолич был одним из основателей ХДС в 1989 году в Загребе. В 1990 году становится заместителем Председателя Президиума Республики Хорватии (высшего коллегиального органа государственной власти, предшествовавший внедрению должности Президента), таким образом будучи в начале 1990-х годов вторым человеком в новообразованной Республике Хорватии, сразу после Франьо Туджмана, и был близким соратником последнего. С 24 августа 1990 по 17 июля 1991 года занимает должность премьер-министра, взяв власть от Стипе Месича, которого избирают представителем Хорватии в высший коллегиальный орган государственной власти федеративного Югославии — Президиум СФРЮ.
В 1991 году Манолич возглавлял Управление защиты конституционного строя (орган, который координирует все спецслужбы). 25 июня 1991 года Хорватия приняла «Акт о суверенитете и независимости», но отложила дальнейшие международно-правовые шаги на этом пути по причине трёхмесячного моратория на выход из Югославии, установленного при посредничестве Европейского сообщества.
В конце 1991 года руководимая Йосипом Маноличем «Комиссия по Вуковару» объявила ответственными за падение города-героя доблестных командиров М. Дедаковича и Д. Парагу. Однако, беспристрастный суд оправдал обоих.
В 1993—1994 годах Манолич находился на должности Председателя Палаты жупаний двухпалатного парламента Хорватии.
В 1994 году вместе со Стипе Месичем и другими, несогласными с политикой туджмановского руководства Хорватии по Боснии и Герцеговине, Манолич выходит из ХДС. В 1995 году фракция Месича создаёт свою партию Независимые хорватские демократы, председателем которой Манолич становится в следующем году.
Находясь в отставке, Манолич не принимал активного участия в политической жизни, но являлся почётным председателем партии Независимые хорватские демократы.
Виктор Иван Барешич, сын хорватского национального героя Миро Барешича, не без оснований подозревает Манолича (наряду с  Йосипом Перковичем и Франьо Туджманом) в причастности к убийству его отца 31 июля 1991 года.
Скончался Манолич 15 апреля 2024 года в Загребе на 105-м году жизни.

## Личная жизнь
Йосип Манолич был дважды женат и пережил обеих своих жён.
В 2020 году сумел перенести заболевание COVID-19 и отказался от госпитализации.

## Факты
- Является рекордсменом-долгожителем среди всех бывших руководителей не только Хорватии и Югославии, но всего мира.
- Входит в число двадцати пяти ранее действующих руководителей глав государств и правительств мира, проживших более ста лет.
- С 25 мая 2020 года, после смерти бывшего премьер-министра Республики Корея Хён Сын Джона и до своей смерти, Йосип Манолич являлся самым старым из живущих бывших руководителей глав государств и правительств мира.
- С марта 2023 года входит в тройку бывших руководителей глав государств и правительств мира которые пережили свой 103 год рождения, и единственный кто прожил более 104 лет.
- С июля 2023 года возглавил список долгожителей всех бывших руководителей мира.